# Apinan Sukaphai
Apinan Sukaphai (né le 21 août 1983 à Chon Buri) est un athlète thaïlandais, spécialiste du sprint.
Bien que la IAAF n'a enregistré pour lui qu'un temps de 10 s 64 réalisé à Kunshan le 27 mai 2009, il a fait partie du relais 4 × 100 m thaïlandais, 2e à Nakhon Ratchasima le 26 juin 2008 (Apinan Sukaphai, Sittichai Suwonprateep, Sompote Suwannarangsri et Siriro Darasuriyong) qui a obtenu, avec 38 s 94, la qualification pour les Jeux olympiques de Pékin et les Championnats du monde à Berlin. Lors de ces derniers, alors que Sukaphai en est premier relayeur, le relais est éliminé de justesse en demi-finale (4e), la Jamaïque arrivée première de la demi-finale étant disqualifiée en 2017 pour dopage d'un de ses relayeurs.